# Старокальміярово
Старокальмія́рово (рос. Старокальмиярово, башк. Иҫке Ҡәлмиәр) — село у складі Татишлинського району Башкортостану, Росія. Адміністративний центр Кальміяровської сільської ради.
Населення — 410 осіб (2010; 438 у 2002).
Національний склад:
- удмурти — 98 %